# Edwin Mills (économiste)
Pour les articles homonymes, voir Edwin Mills et Mills.
Edwin Smith Mills, né le 25 juin 1928 à Collingswood (New Jersey, États-Unis) et mort le 29 octobre 2021, était un économiste américain principalement reconnu pour ses apports théoriques à l'économie urbaine. Ses travaux aux côtés de William Alonso et de Richard Muth ont permis de formaliser le modèle d'utilisation des sols et de ville monocentrique (« Monocentric City Model of Land Use » en anglais), qui représente l'un des principaux apports à l'analyse urbaine en économie. Au cours de sa carrière il a notamment enseigné à l'université Johns-Hopkins, à l'université de Princeton ainsi qu'à l'université Northwestern.

## Biographie

### Formation et début de carrière
Après avoir validé ses études de premier cycle d'économie en 1951 à l'université Brown, il décide de partir la même année en Angleterre pour poursuivre ses études en doctorat à l'université de Birmingham. Sous la direction de Frank Hahn et William Gorman, il rédige une thèse sur l'importance des décisions liées aux inventaires des entreprises dans la croissance économique. 
En juillet 1955, il est recruté en tant qu'instructeur au département d'économie du MIT juste après avoir validé sa thèse. Il rejoint ensuite l'université Johns-Hopkins en 1957 où il occupe un poste d'assistant professor  puis d'associate professor en 1960 avant de passer full professor en 1963.   
D'après son propre récit, c'est au cours d'un séjour de recherche à la RAND corporation durant l'été 1966 qu'il rédige son célèbre article « An Aggregate Model of Resource Allocation in a Metropolitan Area » qui sera publié un an plus tard dans la prestigieuse revue American Economic Review. Il explique que c'est à ce moment qu'il découvre les travaux de William Alonso et de Richard Muth sur la rente foncière et l'utilisation des sols en milieu urbain.